# Digama fasciata
Digama fasciata är en fjärilsart som beskrevs av Butler 1877. Digama fasciata ingår i släktet Digama och familjen björnspinnare. Inga underarter finns listade i Catalogue of Life.